# Надустянська ділянка
Надустя́нська діля́нка — ботанічна пам'ятка природи місцевого значення в Україні.
Розташована на північній околиці села Устя Чортківського району Тернопільської області, у верхній частині лівого схилу долини річки Дністра, вище за течією від гирла річки Нічлави.
Оголошена об'єктом природно-заповідного фонду рішенням виконкому Тернопільської обласної ради № 131 від 14 березня 1977. Перебуває у віданні ВАТ «Устянське». Площа — 1,5 га.
Під охороною — скельно-степові фітоценози. Особливо цінні сон чорніючий — вид, занесений до Червоної книги України, цибуля круглоголова — вид, занесений до Переліку рідкісних і таких, що перебувають під загрозою зникнення, видів рослин на території Тернопільської області. Місце оселення та відтворення корисної ентомофауни.
У 2010 р. увійшла до складу регіонального ландшафтного парку «Дністровський каньйон».